# ТЭС Плоцк
ТЭС Плоцк — теплоэлектростанция в одноимённом городе в центральной Польше. Построена по технологии комбинированного парогазового цикла.

## История и технические особенности
В составе Плоцкого НПЗ с конца 1960-х годов работает собственная ТЭЦ. В 2010-х годах для оптимизации энергоснабжения владелец завода концерн PKN Orlen решил построить современную парогазовую электростанцию на природном газе (через Плоцк проходит газотранспортный коридор Ярослав – Варшава – Гданьск). Мощность объекта выбрана так, чтобы он мог не только обеспечивать потребности НПЗ в дополнительном тепле, но и конкурировать на рынке электроэнергии.
В 2018 году введён в эксплуатацию энергоблок мощностью 596 МВт, включающий:
- Газовую турбину Siemens SGT5-8000H
- Паровую турбину Siemens SST5-5000, питаемую через котёл-утилизатор

Блок производит 530 МВт тепловой энергии в дополнение к электрической мощности.

## Инфраструктура
- Подключение к энергосистеме через ЛЭП 400 кВ и 110 кВ
- Использование газа из транзитного газопровода